# Zündkraut

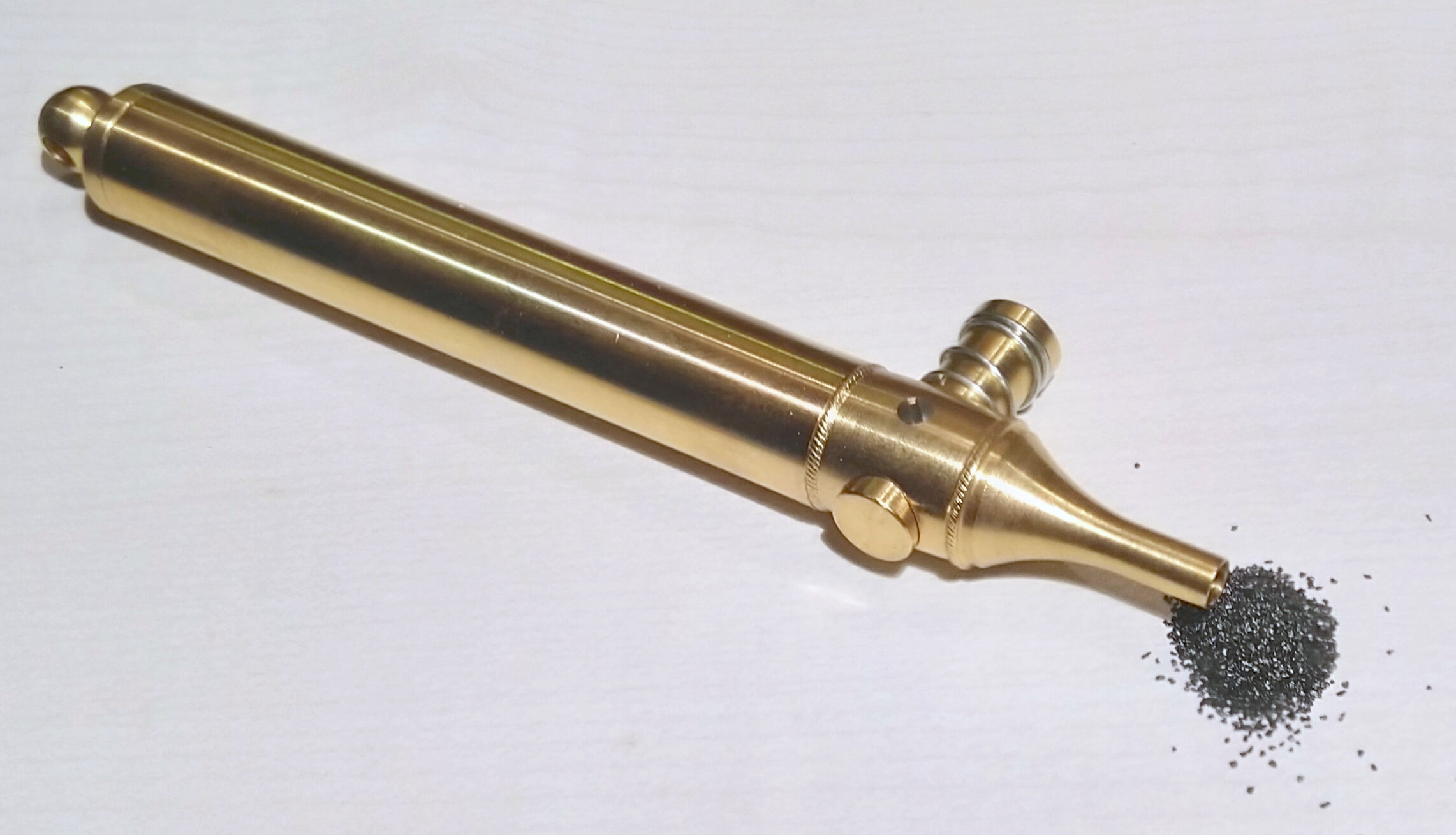
Zündkrautspender mit einem Wurf Zündkraut

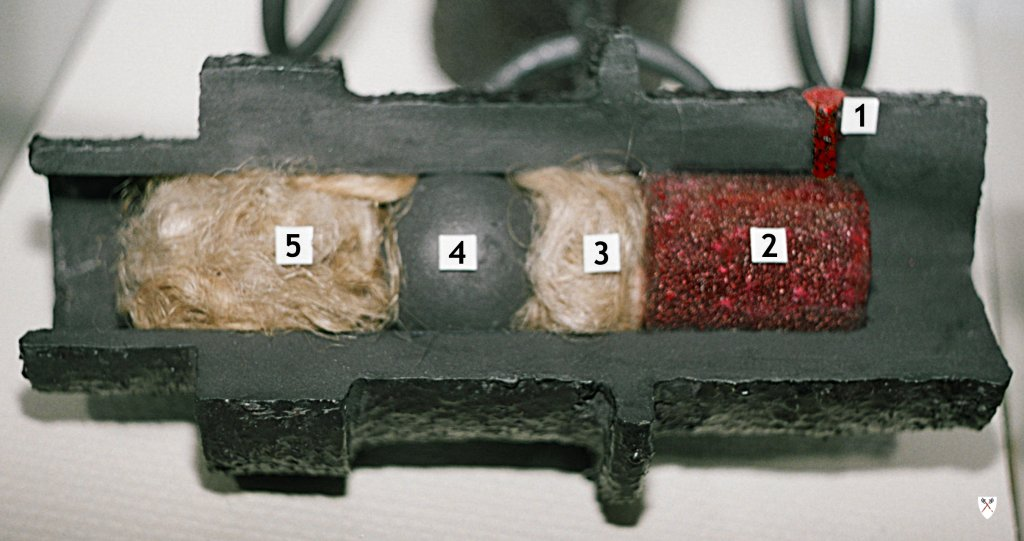
Nr 1 = Zündkraut in Arbeitsposition an einem Schnittmodell einer geladenen Vorderladerwaffe

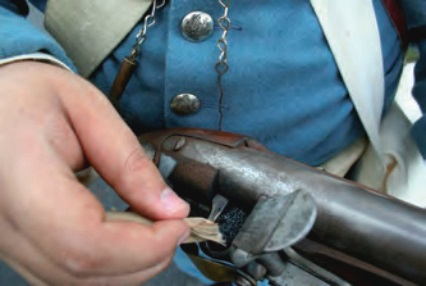
Zündkraut wird in die Pfanne geschüttet

Zündkraut ist ein feines Pulver, das seit Jahrhunderten als Zündmittel dient.

## Beschreibung
Zündkraut ist entweder sehr fein gekörntes (Körnung FFFF bzw. 0,3 mm) oder überhaupt nicht gekörntes Schwarzpulver, das sogenannte Mehlpulver. Zündkraut wird bereits im Deutschen Wörterbuch der Brüder Grimm erwähnt. Für Raketen war Zündkraut ebenfalls als Zündmasse bekannt. Der altertümliche Begriff „Kraut und Loth“ ist teils auf das Zündkraut bezogen und umfasst mit dem Synonym „Pulver und Blei“ die Schwarzpulverladung und ein Projektil aus Blei.

## Verwendung
Zündkraut wird bei Vorderladern mit Stein-, Rad- oder Luntenschloss verwendet. Zündkraut wird auch heute noch, im Gegensatz zur eigentlichen Treibladung, direkt aus einer Zündkrautflasche auf die Pfanne aufgebracht. Beim modernen Schießsport ist deren Größe und Material in den jeweiligen Sportordnungen reglementiert. Historisch wurden die Pulverflaschen für das Zündkraut und jene für die Treibladung getrennt getragen.
Die Notwendigkeit zur Verwendung des Zündkrauts besteht darin, dass sich das eigentliche Treibladungspulver schlechter durch Funken zünden lässt. Deshalb verwendet man das Zündkraut aufgrund seiner leichten Entzündbarkeit als Zwischenstufe. Beim Steinschloss z. B. schlägt ein durch Federkraft angetriebener Feuerstein gegen eine Stahlfläche, den Feuerstahl. Die so erzeugten Funken zünden das Zündkraut in der darunter befindlichen Pfanne, wonach sich die Zündung durch das in den Lauf gebohrte Zündloch auf die eigentliche Treibladung überträgt. Die Zündung des freiliegenden Zündkrauts und der entweichende Druck durch das Zündloch ist auch der Grund, warum es ratsam ist, beim Schießen einen seitlichen Abstand zur Pfanne einzuhalten. Die Herstellung von Zündkraut war eine Tätigkeit, die teilweise von Büchsenmachern überliefert ist. Von dort sind auch Hinweise zur Handhabung von Zündkraut bekannt. Auch an der Weiterentwicklung von Zündkraut mit Knallquecksilber waren Büchsenmacher beteiligt.